# Procés de generació de dades
En estadística i en ciències empíriques, un procés de generació de dades és un procés del món real que "genera" les seves dades. Normalment, els estudiants no coneixen el model real de la generació de dades. Tot i així, se suposa que aquests models reals tenen conseqüències observables. Aquestes conseqüències són les distribucions de les dades a la població. Aquestes distribucions o models es poden representar mitjançant funcions matemàtiques. Hi ha moltes funcions de distribució de dades. Per exemple, la distribució normal, distribució de Bernoulli, distribució de Poisson, etc.